# Simon Bélyard
Simon Bélyard est un dramaturge français de la seconde moitié du XVIe siècle lié à la ville de Troyes.
Il est l'auteur d'une tragédie dont le sujet est l'exécution du duc de Guise, Le Guysien (1592). Pierre Matthieu avait déjà écrit une pièce hostile à Henri III de France, La Guisiade (1589).

## Œuvres
- Le Guysien, ou Perfidie tyrannique commise par Henry de Valois ès personnes des illustr. Reverendiss. et tres genereux Princes Loys de Loraine cardinal, et Archevesque de Rheims, et Henry de Loraine, Duc de Guyse, grand maistre de France, Troyes, J. Moreau, 1592.
- Charlot. Eglogue pastorelle sur les miseres de la France, & sur la tresheureuse & miraculeuse deliurance de ... Prince Monseigneur le Duc de Guyse, etc.